# Franklin Standard
Franklin Standard Johnson, (nacido el 8 de junio de 1949 en La Habana, Cuba) es un exjugador de baloncesto cubano. Fue medalla de bronce con Cuba en los Juegos Olímpicos de Múnich 1972. 